# 伸童舎
伸童舎株式会社は、野崎欣宏により1981年に創業されたアニメ関連の企画デザインと制作会社。現在の代表取締役は野崎伸治。

## 概要
1981年の創業時は「ガンダム記録全集」や「デュアルマガジン」をはじめ、セル画付きアニメムック、アニメ絵本などの製作編集を行う。その他、「ダグラムキャラバン」への協力、『青の騎士ベルゼルガ物語』の企画と刊行。『機動戦士Ζガンダム』『機動戦士ガンダムΖΖ』シリーズのデザイン協力などを行う。
その後、アニメ誌や模型雑誌の編集などと平行してオリジナル企画『聖刻（ワース）』シリーズを立ち上げ、和製ファンタジー小説『聖刻1092』シリーズ、TRPG『ワースブレイド』シリーズを展開。さらに『聖刻』シリーズは、同一世界の異なるタイムラインを舞台として、出版社やメディアの垣根を越えて数多くのスピンオフ企画を産み出す。また、アニメ関連の資料を書籍として再構築するEB（エンターティメント・バイブル）シリーズの創刊、プラモデルの新規ブランドの立ち上げに協力する。
2011年に現在の代表取締役である野崎伸治が就任。現在ではアニメ作品の企画やパッケージデザイン、ライトノベル関連のデザインなどを数多く手掛ける。特にライトノベルに関しては、多くの作品のロゴ及び装丁デザインを担当しており、角川グループをはじめ多くのクライアントからの支持と市場シェアを確立している。

## 主な装幀作品
| 聖刻群龍伝                                          | 千葉暁                           | 中央公論新社   | 1997年〜2016年 |
| 死神姫の再婚                                        | 小野上明夜                       | KADOKAWA       | 2007年〜2016年 |
| ハイガクラ                                          | 高山しのぶ                       | 一迅社         | 2008年〜       |
| 俺の妹がこんなに可愛いわけがない                    | 伏見つかさ                       | KADOKAWA       | 2008年〜       |
| トリアージX                                         | 佐藤ショウジ                     | KADOKAWA       | 2009年〜       |
| 東京レイヴンズ                                      | あざの耕平                       | KADOKAWA       | 2010年〜       |
| 星刻の竜騎士                                        | 瑞智士記                         | KADOKAWA       | 2010年〜2015年 |
| Angel Beats! -Heaven's Door-                        | 原作：麻枝准、作画：浅見百合子   | KADOKAWA       | 2010年〜2016年 |
| タブー・タトゥー                                    | 真じろう                         | KADOKAWA       | 2010年〜2017年 |
| 魔法少女リリカルなのはvivid                         | 原作：都築真紀、作画：藤真拓哉   | KADOKAWA       | 2010年〜2017年 |
| 天使達の課外活動                                    | 茅田 砂胡                        | 中央公論新社   | 2011年〜       |
| おまえをオタクにしてやるから、俺をリア充にしてくれ! | 村上 凛                          | KADOKAWA       | 2011年〜2016年 |
| 星刻の竜騎士（漫画）                                | 原作：瑞智士記、作画：RAN        | KADOKAWA       | 2011年〜2016年 |
| 魔弾の王と戦姫                                      | 川口士                           | KADOKAWA       | 2011年〜2017年 |
| 学戦都市アスタリスク                                | 三屋咲ゆう                       | KADOKAWA       | 2012年〜       |
| 魔弾の王と戦姫（漫画）                              | 原作：川口士、作画：柳井伸彦     | KADOKAWA       | 2012年〜2016年 |
| ガン×クローバー                                     | 原作：山口ミコト、作画：D.P      | KADOKAWA       | 2012年〜2018年 |
| エロマンガ先生                                      | 伏見つかさ                       | KADOKAWA       | 2013年〜       |
| 甘城ブリリアントパーク                              | 賀東招二                         | KADOKAWA       | 2013年〜       |
| アクセル・ワールド/デュラル マギサ・ガーデン        | 原案：川原 礫、作画：笹倉 綾人   | KADOKAWA       | 2013年〜2017年 |
| ORIGINAL CHRONICLE 魔法少女リリカルなのは The 1st   | 原作：都築真紀、作画：緋賀ゆかり | KADOKAWA       | 2014年〜2016年 |
| 学戦都市アスタリスク（漫画）                        | 原作：三屋咲ゆう、作画：にんげん | KADOKAWA       | 2014年〜2016年 |
| 甘城ブリリアントパーク（漫画）                      | 原作：賀東招二、作画：吉岡公威   | KADOKAWA       | 2014年〜2016年 |
| 毎日が新撰組！                                      | おーはしるい                     | 芳文社         | 2014年〜2017年 |
| 魔装学園H×H                                         | 久慈マサムネ                     | KADOKAWA       | 2014年〜2019年 |
| ありふれた職業で世界最強                            | 白米良                           | オーバーラップ | 2015年〜       |
| アルバート家の令嬢は没落をご所望です                | さき                             | KADOKAWA       | 2015年〜       |
| ようこそ実力至上主義の教室へ                        | 衣笠彰梧                         | KADOKAWA       | 2015年〜       |
| 蜘蛛ですが、なにか？                                | 馬場翁                           | KADOKAWA       | 2015年〜       |
| ギルド〈白き盾〉の夜明譚                            | 方波見咲                         | KADOKAWA       | 2015年〜2016年 |
| グリモワール×リバース                               | 藍藤遊                           | KADOKAWA       | 2015年〜2016年 |
| セルフ・クラフト・ワールド                          | 芝村裕吏                         | 早川書房       | 2015年〜2016年 |
| バトラビッツ                                        | 雨市                             | 一迅社         | 2015年〜2016年 |
| 王道楽土のビジランテ                                | ｓｉｇａｍａ                     | KADOKAWA       | 2015年〜2016年 |
| 脳漿炸裂ガール                                      | 原案：れるりり、作画：名束くだん | KADOKAWA       | 2015年〜2016年 |
| 熾天使空域                                          | 榊一郎                           | 中央公論新社   | 2015年〜2016年 |
| おこぼれ姫と円卓の騎士                              | 石田リンネ                       | KADOKAWA       | 2015年〜2017年 |
| スピリット・マイグレーション                        | 原作：ヘロー天気 、作画：茜虎徹  | アルファポリス | 2015年〜2017年 |
| できそこないの魔獣錬磨師                            | 見波タクミ                       | KADOKAWA       | 2015年〜2017年 |
| ヒゲとセーラー                                      | 桐原小鳥                         | 芳文社         | 2015年〜2017年 |
| 暗黒騎士を脱がさないで                              | 木村心一                         | KADOKAWA       | 2015年〜2017年 |
| 浅草料理捕物帖                                      | 小杉健治                         | 角川春樹事務所 | 2015年〜2017年 |
| 公爵令嬢の嗜み                                      | 澪亜                             | KADOKAWA       | 2015年〜2018年 |
| 七星のスバル                                        | 田尾典丈                         | 小学館         | 2015年〜2018年 |
| 海賊と女王の航宙記                                  | 茅田砂胡                         | 中央公論新社   | 2015年〜2019年 |
| 妹さえいればいい。                                  | 平坂読                           | 小学館         | 2015年〜2020年 |

| On the way Living Dead                             | 北大路みみ                             | 一迅社             | 2016年         |
| オーバーカマー!!                                   | 春日部タケル                           | KADOKAWA           | 2016年         |
| ゴブリンの王国                                     | 春野隠者                               | 宝島社             | 2016年         |
| ニルヤの島                                         | 柴田勝家                               | 早川書房           | 2016年         |
| ヒイラギエイク                                     | 海津ゆたか                             | 小学館             | 2016年         |
| ヒュレーの海                                       | 黒石迩守                               | 早川書房           | 2016年         |
| ぼっちアルバム                                     | ひらいたけし                           | 講談社             | 2016年         |
| よき群れより放たれ バンダル・アード＝ケナード      | 駒崎優                                 | 中央公論新社       | 2016年         |
| ロミオとシンデレラ                                 | 原案：doriko、著：西本紘奈             | KADOKAWA           | 2016年         |
| 気ままで可愛い病弱彼女の構いかた                   | 竹原漢字                               | KADOKAWA           | 2016年         |
| 神檻                                               | 鈴本純                                 | 一迅社             | 2016年         |
| 薪割りスローライフをはじめますか？                 | 新木伸                                 | KADOKAWA           | 2016年         |
| 世界の終わりの壁際で                               | 吉田エン                               | 早川書房           | 2016年         |
| 奴隷キャリアプランナーは成功出来る職業             | Richard Roe                            | KADOKAWA           | 2016年         |
| 姫さま、世界滅ぶからごはん食べ行きますよ！         | おかざき登                             | KADOKAWA           | 2016年         |
| 妹、分裂する                                       | 竜田スペア                             | KADOKAWA           | 2016年         |
| おしかけツインテール                               | 高津ケイタ                             | 芳文社             | 2016年〜       |
| ようこそ実力至上主義の教室へ（漫画）               | 原作：衣笠彰梧、作画：一乃ゆゆ         | KADOKAWA           | 2016年〜       |
| レディローズは平民になりたい                       | こおりあめ                             | KADOKAWA           | 2016年〜       |
| 異世界転生騒動記                                   | 原作：高見梁川、作画：ほのじ           | アルファポリス     | 2016年〜       |
| 俺を好きなのはお前だけかよ                         | 駱駝                                   | KADOKAWA           | 2016年〜       |
| 効率厨魔導師、第二の人生で魔導を極める             | 原作：謙虚なサークル、作画：浅川圭司   | アルファポリス     | 2016年〜       |
| 聖者無双                                           | ブロッコリーライオン                   | マイクロマガジン社 | 2016年〜       |
| GMが異世界にログインしました。                     | 暁月                                   | マイクロマガジン社 | 2016年〜2017年 |
| ヴァニシング・スターライト（小説）                 | 原作：Sound Horizon、著：時田とおる    | KADOKAWA           | 2016年〜2017年 |
| オタサーの姫と恋ができるわけがない。               | 佐倉 唄                                | KADOKAWA           | 2016年〜2017年 |
| コミュ難の俺が、交渉スキルに全振りして転生した結果 | 朱月十話                               | KADOKAWA           | 2016年〜2017年 |
| ドラゴン嫁はかまってほしい                         | 初美陽一                               | KADOKAWA           | 2016年〜2017年 |
| 偽る神のスナイパー                                 | 水野昴                                 | 小学館             | 2016年〜2017年 |
| 厨病激発ボーイ                                     | 原案：れるりり、著：藤並みなと         | KADOKAWA           | 2016年〜2017年 |
| 東京廃区の戦女三師団                               | 舞阪洸                                 | KADOKAWA           | 2016年〜2017年 |
| 魔術師たちの就職戦線                               | 嬉野秋彦                               | KADOKAWA           | 2016年〜2017年 |
| 狼侯爵と愛の霊薬                                   | 橘千秋                                 | KADOKAWA           | 2016年〜2017年 |
| ススメ！栃木部                                     | 一葵 さやか                            | KADOKAWA           | 2016年〜2018年 |
| とある偶像の一方通行さま                           | 原作：鎌池和馬、作画：舘津テト         | KADOKAWA           | 2016年〜2018年 |
| 旭日、遥かなり                                     | 横山信義                               | 中央公論新社       | 2016年〜2018年 |
| 第三次世界大戦                                     | 大石 英司                              | 中央公論新社       | 2016年〜2018年 |
| 牧場OL                                             | 丸井まお                               | 芳文社             | 2016年〜2018年 |
| 魔装学園H×H（漫画）                                | 原作：久慈マサムネ、作画：あやかわりく | KADOKAWA           | 2016年〜2018年 |
| エクスタス・オンライン                             | 久慈マサムネ                           | KADOKAWA           | 2016年〜2019年 |
| ギルティゲーム                                     | 宮沢みゆき                             | 小学館             | 2016年〜2019年 |
| デルフィニア戦記公式ガイドブック                   | C★NOVELS編集部                         | 中央公論新社       | 2016年〜2019年 |
| 妹さえいればいい。＠COMIC                          | 原作：平坂読、作画：い〜どぅ〜         | 小学館             | 2016年〜2019年 |
| アイレスの死書１                                   | 蓮見景夏                               | オーバーラップ     | 2017年         |
| イックーさん                                       | 華早漏曇                               | KADOKAWA           | 2017年         |
| がんばりすぎなあなたにご褒美を！                   | 兎月竜之介                             | KADOKAWA           | 2017年         |

| クラスのギャルとゲーム実況                                          | 琴平稜                         | KADOKAWA       | 2017年         |
| 重装令嬢モアネット                                                  | さき                           | KADOKAWA       | 2017年         |
| スクールジャック＝ガンスモーク                                      | 坂下谺                         | 小学館         | 2017年         |
| せきゆちゃん（嫁）                                                  | 氷高悠                         | KADOKAWA       | 2017年         |
| バブみネーター                                                      | 壱日千次                       | KADOKAWA       | 2017年         |
| ようこそ実力至上主義の教室へ トモセシュンサク Art Works             | トモセシュンサク               | KADOKAWA       | 2017年         |
| ラノベのプロ                                                        | 望公太                         | KADOKAWA       | 2017年         |
| 愛原そよぎのなやみごと 時を止める能力者にどうやったら勝てると思う？ | 雪瀬ひうろ                     | KADOKAWA       | 2017年         |
| 異世界に転生して愛されるアンソロジー                                |                                | 一迅社         | 2017年         |
| 俺色に染めるぼっちエリートのしつけ方                                | あまさきみりと                 | KADOKAWA       | 2017年         |
| 銀河中心点-アルマゲスト宙域-                                        | 三度笠                         | KADOKAWA       | 2017年         |
| 誤解するカド ファーストコンタクトSF傑作選                           |                                | 早川書房       | 2017年         |
| 黒鋼の英雄王機ヴァナルガンド                                        | ひびき遊                       | KADOKAWA       | 2017年         |
| 最弱魔王の成り上がり                                                | 草薙アキ                       | KADOKAWA       | 2017年         |
| 十年後の僕らはまだ物語の終わりを知らない                            | 尼野ゆたか                     | KADOKAWA       | 2017年         |
| 人狼×討伐のメソッド                                                 | 斜守モル                       | KADOKAWA       | 2017年         |
| 正解するマド                                                        |                                | 早川書房       | 2017年         |
| 聖刻ーBEYONDー                                                      | 新田祐助                       | 朝日新聞出版   | 2017年         |
| 蒼穹のアルトシエル                                                  | 犬魔人                         | KADOKAWA       | 2017年         |
| 卒業のカノン                                                        | 機本伸司                       | 角川春樹事務所 | 2017年         |
| 特殊作戦群、追跡す！                                                | 大石英司                       | 中央公論新社   | 2017年         |
| 南沙艦隊殲滅（上）（下）                                            | 大石英司                       | 中央公論新社   | 2017年         |
| 放課後のアルケミスト                                                | プレジ和尚                     | 芳文社         | 2017年         |
| 魔弾の王と戦姫 片桐雛太画集                                         | 片桐雛太                       | KADOKAWA       | 2017年         |
| 勇者のパーティで、僕だけ二軍!?                                      | 布施瓢箪                       | KADOKAWA       | 2017年         |
| 勇者は、奴隷の君は笑え、と言った                                    | 内堀優一                       | KADOKAWA       | 2017年         |
| スーパーカブ                                                        | トネ・コーケン                 | KADOKAWA       | 2017年〜       |
| 異世界トリップしたその場で食べられちゃいました                      | 五十鈴スミレ                   | KADOKAWA       | 2017年〜       |
| 私はご都合主義な解決担当の王女である                                | まめちょろ                     | KADOKAWA       | 2017年〜       |
| 世界最強の後衛                                                      | とーわ                         | KADOKAWA       | 2017年〜       |
| 覇者の戦塵１９４５                                                  | 谷甲州                         | 中央公論新社   | 2017年〜       |
| 裏世界ピクニック                                                    | 宮澤伊織                       | 早川書房       | 2017年〜       |
| 狼領主のお嬢様                                                      | 守野伊音                       | KADOKAWA       | 2017年〜       |
| キラプリおじさんと幼女先輩                                          | 岩沢藍                         | KADOKAWA       | 2017年〜2018年 |
| スーパーアルバイター伝説ムラサメ                                    | 隆原ヒロタ                     | 講談社         | 2017年〜2018年 |
| できそこないの魔獣錬磨師（漫画）                                    | 原作：見波タクミ、作画：YUI    | KADOKAWA       | 2017年〜2018年 |
| ポンコツ勇者の下剋上                                                | 藤川恵蔵                       | KADOKAWA       | 2017年〜2018年 |
| ようこそ実力至上主義の教室へ√堀北                                   | 原作：衣笠彰梧、作画：サカガキ | KADOKAWA       | 2017年〜2018年 |
| 最強パーティは残念ラブコメで全滅する!?                              | 鏡遊                           | KADOKAWA       | 2017年〜2018年 |
| 底辺剣士は神獣＜むすめ＞と暮らす                                    | 番棚葵                         | KADOKAWA       | 2017年〜2018年 |
| 払暁                                                                | 戌島百花                       | KADOKAWA       | 2017年〜2018年 |
| 僕がモンスターになった日                                            | 原案：れるりり、著：時田とおる | KADOKAWA       | 2017年〜2018年 |
| 僕はリア充絶対爆発させるマン                                        | 浅岡旭                         | KADOKAWA       | 2017年〜2018年 |
| 美少女作家と目指すミリオンセラアアアアアアアアッ!!                  | 春日部タケル                   | KADOKAWA       | 2017年〜2019年 |
| 俺を好きなのはお前だけかよ（漫画）                                  | 原作：駱駝、作画：伊島ユウ     | 集英社         | 2017年〜2020年 |
| 【騎乗スキル】で美少女とヤリたい放題するだけで、最強騎士生活        | 草薙アキ                       | KADOKAWA       | 2018年         |
| ＫＢ部                                                              | 新木伸                         | KADOKAWA       | 2018年         |

| ウェイプスウィード ヨルの惑星                                                                              | 瀬尾つかさ                             | 早川書房                          | 2018年   |
| ウルトラマンF                                                                                              |                                        | 早川書房                          | 2018年   |
| エクスタス・オンライン（漫画）                                                                             | 原作：久慈マサムネ、作画：鬼八頭かかし | KADOKAWA                          | 2018年   |
| お助けキャラに彼女がいるわけないじゃないですか                                                             | はむばね                               | KADOKAWA                          | 2018年   |
| スカートのなかのひみつ。                                                                                   | 宮入裕昂                               | KADOKAWA                          | 2018年   |
| トランスヒューマンガンマ線バースト童話集                                                                   | 三方行成                               | 早川書房                          | 2018年   |
| ニートの少女（17）に時給650円でレベル上げさせているオンライン                                              | 瀬尾つかさ                             | KADOKAWA                          | 2018年   |
| ゆとりの町長                                                                                               | 小坂俊史                               | 芳文社                            | 2018年   |
| わがままな雪姫は救国をご所望です                                                                           | 橘千秋                                 | KADOKAWA                          | 2018年   |
| 異世界が地球を制圧して100年、東京に帰ったらエルフの家族ができました。                                      | 木村心一                               | KADOKAWA                          | 2018年   |
| 横浜ではまだキスをしない                                                                                   | 樋口有介                               | 角川春樹事務所                    | 2018年   |
| 顔が可愛ければ勝ちっ!! バカとメイドの勇者制度攻略法                                                        | 斎藤ニコ                               | KADOKAWA                          | 2018年   |
| 軍艦探偵                                                                                                   | 山本巧次                               | 角川春樹事務所                    | 2018年   |
| 見上げればいつも妹が。                                                                                     | 市川和馬                               | 芳文社                            | 2018年   |
| 高速バスター ミナル                                                                                        | 木川明彦                               | スペースシャワーネットワーク      | 2018年   |
| 合本 異国迷路のクロワーゼ memoire                                                                          | 武田日向                               | KADOKAWA                          | 2018年   |
| 最後にして最初のアイドル                                                                                   | 草野原々                               | 早川書房                          | 2018年   |
| 最底辺のおっさん冒険者。ギルドを追放されるところで今までの努力が報われ、急に最強スキル《無条件勝利》を得る | どまどま                               | オーバーラップ                    | 2018年   |
| 三国破譚                                                                                                   | 波口まにま                             | KADOKAWA                          | 2018年   |
| 渋谷のロリはだいたいトモダチ                                                                               | あまさきみりと                         | KADOKAWA                          | 2018年   |
| 消滅世界                                                                                                   | 大石英司                               | 中央公論新社                      | 2018年   |
| 厨病激発ボーイ 青春症候群                                                                                  | 原案：れるりり、著：藤並みなと         | KADOKAWA                          | 2018年   |
| 瀬戸際女優！白石さん                                                                                       | 櫻井リヤ                               | 芳文社                            | 2018年   |
| 多々良島ふたたび                                                                                           |                                        | 早川書房                          | 2018年   |
| 土地神様のわすれもん                                                                                       | 新井輝                                 | KADOKAWA                          | 2018年   |
| 毒舌少女のために帰宅部辞めました                                                                           | 水埜アテルイ                           | KADOKAWA                          | 2018年   |
| 白銀王の日帰り王妃                                                                                         | 守野伊音                               | KADOKAWA                          | 2018年   |
| 不滅の護衛が全員瞬殺してもつまらないので、後ろから応援だけしておきますね。                                 | 藤木わしろ                             | KADOKAWA                          | 2018年   |
| 武田日向画集 lumiere                                                                                       | 武田日向                               | KADOKAWA                          | 2018年   |
| 魔王と勇者に溺愛されて、お手上げです！                                                                     | ぷにちゃん                             | KADOKAWA                          | 2018年   |
| 幼馴染みで悪魔な騎士は、私のことが大嫌い                                                                   | 編乃肌                                 | KADOKAWA                          | 2018年   |
| 流星の山田君                                                                                               | 神埼黒音                               | アース・スター エンターテイメント | 2018年   |
| 恋愛至上都市の双騎士                                                                                       | 篠宮夕                                 | KADOKAWA                          | 2018年   |
| 31番目のお妃様                                                                                             | 桃巴                                   | KADOKAWA                          | 2018年〜 |
| On the way Living Dead(comico)                                                                             | 北大路みみ                             | ＮＨＮcomico                      | 2018年〜 |
| ありふれた職業で世界最強 零                                                                                | 原作：白米良、作画：神地あたる         | オーバーラップ                    | 2018年〜 |
| ありふれた日常で世界最強                                                                                   | 原作：白米良、作画：森みさき           | オーバーラップ                    | 2018年〜 |
| アルゲートオンライン                                                                                       | 原作：桐野紡、作画：玲衣               | アルファポリス                    | 2018年〜 |
| ウルトラマンデュアル                                                                                       |                                        | 早川書房                          | 2018年〜 |
| ちっちゃい先輩が可愛すぎる。                                                                               | あきばるいき                           | 芳文社                            | 2018年〜 |
| ひげを剃る。そして女子高生を拾う。                                                                         | しめさば                               | KADOKAWA                          | 2018年〜 |
| レディローズは平民になりたい（漫画）                                                                       | 原作：こおりあめ、作画：木与瀬 ゆら    | KADOKAWA                          | 2018年〜 |
| 異世界でスローライフを（願望）                                                                             | シゲ                                   | オーバーラップ                    | 2018年〜 |
| 俺は1000の召喚獣を持っている。君は？                                                                       | 木村 心一                              | KADOKAWA                          | 2018年〜 |
| 外れスキル【地図化（マッピング）】を手にした少年は最強パーティーとダンジョンに挑む                         | 鴨野うどん                             | オーバーラップ                    | 2018年〜 |
| 継母の連れ子が元カノだった                                                                                 | 紙城境介                               | KADOKAWA                          | 2018年〜 |
| 最強の魔導士。ひざに矢をうけてしまったので田舎の衛兵になる                                                 | えぞぎんぎつね                         | SBクリエイティブ                  | 2018年〜 |

| 最強職《竜騎士》から初級職《運び屋》になったのに、なぜか勇者達から頼られてます             | あまうい白一                 | 小学館                            | 2018年〜       |
| 真の仲間じゃないと勇者のパーティーを追い出されたので、辺境でスローライフすることにしました | ざっぽん                     | KADOKAWA                          | 2018年〜       |
| 世界最強の後衛（漫画）                                                                     | 原作：とーわ、作画：力蔵     | KADOKAWA                          | 2018年〜       |
| 青春敗者ぼっち野郎、金髪尻軽ギャルのお気に入りになる                                       | 刑部大輔                     | KADOKAWA                          | 2018年〜       |
| 嘆きの亡霊は引退したい ～最弱ハンターによる最強パーティ育成術～                            | 槻影                         | マイクロマガジン社                | 2018年〜       |
| 天才王子の赤字国家再生術～そうだ、売国しよう～                                             | 鳥羽徹                       | SBクリエイティブ                  | 2018年〜       |
| 転生先が少女漫画の白豚令嬢だった                                                           | 桜あげは                     | KADOKAWA                          | 2018年〜       |
| 父は英雄、母は精霊、娘の私は転生者。                                                       | 松浦                         | KADOKAWA                          | 2018年〜       |
| 冒険者の服、作ります！                                                                     | 甘沢林檎                     | フロンティアワークス              | 2018年〜       |
| 無職の英雄 別にスキルなんか要らなかったんだが                                              | 九頭七尾                     | アース・スター エンターテイメント | 2018年〜       |
| 落ちこぼれ王女と黒の番犬                                                                   | 結都せと                     | KADOKAWA                          | 2018年〜       |
| おにいちゃんと呼ばないで                                                                   | 桐原小鳥                     | 芳文社                            | 2018年〜2019年 |
| お前ら、おひとり様の俺のこと好きすぎだろ。                                                 | 凪木エコ                     | KADOKAWA                          | 2018年〜2019年 |
| クロハルメイカーズ                                                                         | 砂義出雲                     | 小学館                            | 2018年〜2019年 |
| ココを異世界とする！                                                                       | 原作：稲木智宏、作画：やとみ | KADOKAWA                          | 2018年〜2019年 |
| タタの魔法使い                                                                             | うーぱー                     | KADOKAWA                          | 2018年〜2019年 |
| ミニスカ宇宙海賊                                                                           | 笹本祐一                     | KADOKAWA                          | 2018年〜2019年 |
| 高２にタイムリープした俺が、当時好きだった先生に告った結果                                 | ケンノジ                     | SBクリエイティブ                  | 2018年〜2019年 |
| 東方三月精 Visionary Fairies in Shrine.                                                    | 原作：ZUN、作画：比良坂真琴  | KADOKAWA                          | 2018年〜2019年 |
| 不屈の海                                                                                   | 横山信義                     | 中央公論新社                      | 2018年〜2019年 |
| 予行恋習カノジョ                                                                           | アジイチ                     | 芳文社                            | 2018年〜2019年 |
| 同棲から始まるオタク彼女の作りかた                                                         | 村上凛                       | KADOKAWA                          | 2018年〜2020年 |
| 覇権交代                                                                                   | 大石英司                     | 中央公論新社                      | 2018年〜2020年 |
| 32歳、《ルールブック》片手に異世界救世紀行                                                 | 津田夕也                     | KADOKAWA                          | 2019年         |
| LV０の神殺し                                                                               | 星月子猫                     | フロンティアワークス              | 2019年         |
| ウルトラマンティガ 輝けるものたちへ                                                        |                              | 早川書房                          | 2019年         |
| おてんば辺境伯令嬢は、王太子殿下の妃に選ばれてしまったようです                             | しきみ彰                     | フロンティアワークス              | 2019年         |
| ディスキャラ メグルくん オタクがラップでギャルとバトったら、青春ラブコメ始まった!?         | 佐波彗                       | KADOKAWA                          | 2019年         |
| ドSな後輩に“お願い”されて異能学園で覇権を狙う話                                            | 七烏未奏                     | KADOKAWA                          | 2019年         |
| ハニトラは効かない。英雄だからね、俺                                                       | 夏目坂一家                   | KADOKAWA                          | 2019年         |
| 偽の恋人だったクラスの美少女たちが、本当に俺のことを好きになっていた件                     | 友橋かめつ                   | KADOKAWA                          | 2019年         |
| 札幌市白石区みなすけ荘の事件簿 ココロアラウンド                                            | 辻室翔                       | KADOKAWA                          | 2019年         |
| 春、ひとり暮らし。隣に住むのはお姉さん。                                                   | 森川絵夢                     | 宝島社                            | 2019年         |
| 所持金ゼロの彼が資産家令嬢から求められるようになった理由                                   | 五木友人                     | KADOKAWA                          | 2019年         |
| 親友モブの俺に主人公の妹が惚れるわけがない                                                 | としぞう                     | 主婦と生活社                      | 2019年         |
| 大進化どうぶつデスゲーム                                                                   | 草野原々                     | 早川書房                          | 2019年         |
| 電脳少女シロとアイドル部の清楚な日常 目指せ学園祭大成功！                                  | 原作：.LIVE、著：姫ノ木あく  | KADOKAWA                          | 2019年         |
| 猫探偵はタマネギをかじる ニャーロック・ニャームズの名推理                                  | ヒロモト                     | 宝島社                            | 2019年         |
| 白魔法クラスの大忍術師                                                                     | 藤木わしろ                   | KADOKAWA                          | 2019年         |
| 妹がブラコンであることを兄だけは知っている。                                               | ミヤ                         | KADOKAWA                          | 2019年         |
| 漫画家先生とメシスタント                                                                   | 仲村つばき                   | KADOKAWA                          | 2019年         |
| 役立たずスキルに人生を注ぎ込み25年、今さら最強の冒険譚 緑樫の章                            | しゅうきち                   | KADOKAWA                          | 2019年〜       |
| 流れよわが涙、と孔明は言った                                                               | 三方行成                     | 早川書房                          | 2019年         |
| 鈴木理華画集2-宙と星と英雄たち                                                             | 鈴木理華                     | 中央公論新社                      | 2019年         |
| 恋愛カルテット リトルプリンセスの恋愛相談                                                  | 箕崎准                       | KADOKAWA                          | 2019年         |
| 31番目のお妃様（漫画）                                                                     | 原作：桃巴、作画：七輝翼     | KADOKAWA                          | 2019年〜       |
| AGI ーバーチャル少女は恋したいー                                                           | 午鳥志季                     | KADOKAWA                          | 2019年〜       |
| アルバート家の令嬢は没落をご所望です（漫画）                                               | 原作：さき、作画：彩月つかさ | KADOKAWA                          | 2019年〜       |

## 関係者
- 明貴美加
- 岡本英郎
- 日下部匡俊
- こいでたく
- 團夢見
- 千葉暁
- はままさのり
- 樋口雄一
- 藤田一己